# Stamnodes formosata
Stamnodes formosata là một loài bướm đêm trong họ Geometridae.